# براندون ديتريش
براندون ديتريش هو لاعب هوكي الجليد كندي، ولد في 22 مارس 1978 في واترلو في كندا.

## وصلات خارجية
- براندون ديتريش على موقع دوري الهوكي الوطني (الإنجليزية)
- براندون ديتريش على موقع EliteProspects.com (الإنجليزية)
- براندون ديتريش على موقع Eurohockey.com (الإنجليزية)
- براندون ديتريش على موقع HockeyDB.com (الإنجليزية)